# Мухомор королевский
Мухомо́р короле́вский (лат. Amaníta regális) — вид грибов, входящий в род мухомор (Amanita) семейства мухоморовые (Amanitaceae).

## Описание

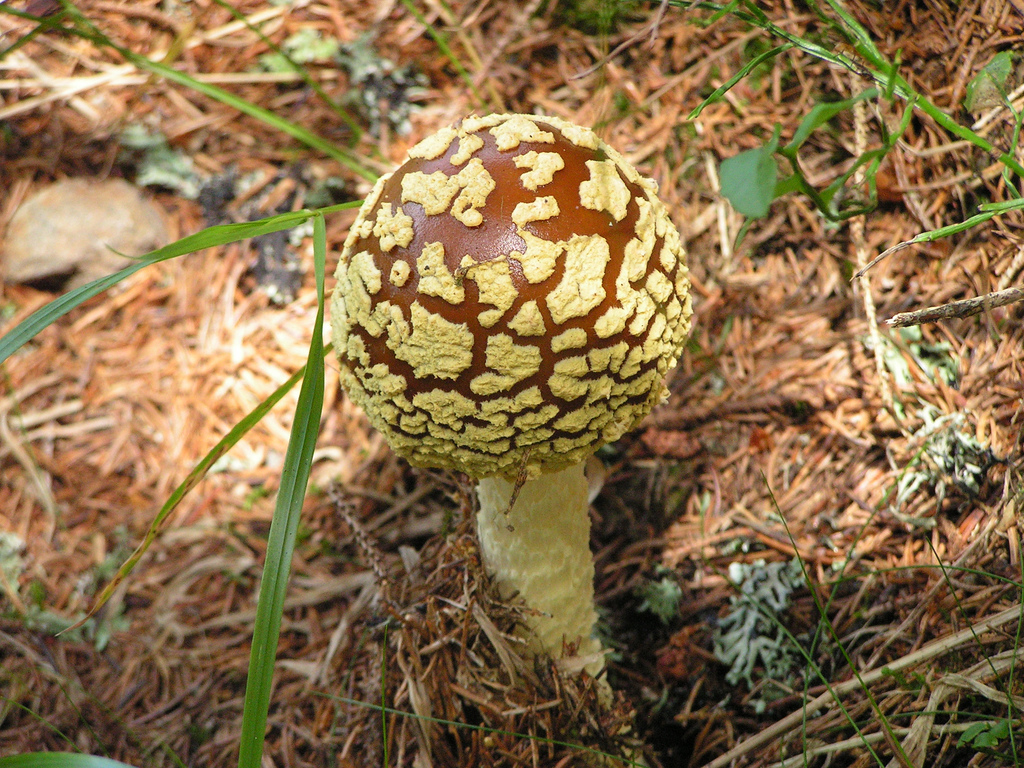
Молодой мухомор королевский

Шляпка 7—16(20) см в диаметре, полушаровидная, раскрывающаяся до выпуклой и почти плоской со слабо вдавленным центром, с радиально разлинованным краем. Окраска тёмно-умброво-коричневая, оливково-охристая, охристо-коричневая, иногда серо-жёлтая, в центре более интенсивная. Общее покрывало на молодых грибах опушённое, ярко-жёлтое, затем остаётся в виде легко смываемых обрывков, на солнце белеющих, а к старости иногда становящихся серо-жёлтыми.
Пластинки частые, сначала узко-приросшие к ножке, затем свободные от неё, кремовые, с многочисленными пластиночками разной длины.
Ножка достигает 9—20 см в высоту и 1—2,5 см в поперечнике, утончающаяся кверху, в основании с яйцевидным или шаровидным утолщением. Поверхность ножки волокнисто-бархатистая, белая или беловатая, при прикосновении иногда слабо буреющая. Кольцо в верхней части ножки, беловатое, перепончатое, не разлинованное. Остатки общего покрывала в виде нескольких поясков желтоватых бородавчатых хлопьев на утолщении ножки.
Мякоть толстая, ломкая, под кожицей жёлто-коричневая или оливково-охристая, далее желтовато-белая или бледно-жёлтая, без особого запаха.
Споровый порошок белого цвета. Споры 9—12×6—9 мкм, эллиптические до широкоэллиптических, неамилоидные. Базидии с пряжками.
Ядовитый гриб. Вызывает отравления, сходные с отравлениями мухомором красным и мухомором пантерным.

## Экология
Образует микоризу с хвойными деревьями (ель, сосна), реже произрастает в смешанных и лиственных лесах с берёзой. Предпочитает влажную почву и травянистый подлесок. 
Сезон: июль — октябрь 

## Систематика

### Синонимы
- Agaricus muscarius var. regalis Fr., 1821basionym
- Amanita muscaria var. regalis (Fr.) Sacc., 1887
- Amanitaria muscaria var. regalis (Fr.) E.-J.Gilbert, 1940